# Phyllanthus chryseus
Phyllanthus chryseus är en emblikaväxtart som beskrevs av Howard. Phyllanthus chryseus ingår i släktet Phyllanthus och familjen emblikaväxter. Inga underarter finns listade i Catalogue of Life.